# Tomopisthes horrendus
Tomopisthes horrendus är en spindelart som först beskrevs av Hercule Nicolet 1849.  Tomopisthes horrendus ingår i släktet Tomopisthes och familjen spökspindlar. Inga underarter finns listade i Catalogue of Life.